# Język kui (drawidyjski)
Język kui – język drawidyjski używany przez około 765 tys. osób, członków grupy etnicznej Khond, zamieszkujących głównie w stanie Orisa we wschodnich Indiach. Zapisywany jest pismem orija. Klasyfikowany jest bądź w grupie południowo-centralnej języków drawidyjskich Ethnologue, wraz z np. telugu, bądź (w nieco starszej literaturze) w osobnej tzw. podrodzinie gondwańskiej (Majewicz).